# Chimie matematică
Chimia matematică este un domeniu de cercetare referitor la noi aplicații ale conceptelor matematice la chestiuni de interes din domeniul chimiei. Este centrată pe aplicații ale teoriei grafurilor și combinatoricii, de exemplu în stabilirea numărului izomerilor unor substanțe.